# Dominique Dussidour
Dominique Dussidour, née le 1er juin 1948 à Boulogne-Billancourt et morte le 17 avril 2019, à Paris 15e, est une écrivaine et traductrice française.

## Biographie
Dominique Dussidour est née rue du Point-du-Jour à Boulogne-Billancourt en 1948. Après des études de philosophie et d’ethnologie, elle est institutrice à Paris puis professeur de français à Saïda, en Algérie. À partir de 1981, elle commence à travailler dans l’édition. Dans les années 1980 et 1990, elle travaille pour les éditions Albin Michel comme lectrice-réviseuse.  Elle se consacre aussi à l'écriture de romans. Elle devient une membre active du comité de rédaction de remue.net en assurant notamment le secrétariat de rédaction de cette revue en ligne dédiée à l'écriture contemporaine. Elle meurt le 17 avril 2019 des suites d’un cancer du poumon.

### Romans et récits
- Portrait de l’artiste en jeune femme, roman, Grasset, 1988.
- Les Mots de l’amour, roman, Grasset, 1991.
- Histoire de Rocky R. et de Mina, roman, Zulma, 1996.
- Journal de Constance : femme du duc et fille de Durcet , récit, avec 30 dessins de Colette Deblé, Zulma, collection Champs érotiques, 1997.
- L’Alouette lulu, roman (Dont actes I), Éditions des Syrtes, 2000.
- Les Matins bleus, récit, éditions La Table Ronde, 2002.
- Les couteaux offerts, roman (Dont actes II), Le Rocher, 2004.
- Le risque de l'histoire,  roman (Dont actes III), éditions Laurence Teper, 2008.
- Une guerre, récit, éditions publie.net, 2008.
- Petits récits d’écrire et de penser, récits, éditions publie.net, 2011. (Textes parus en 2002 et 2008 sur remue.net)
- S.L.E. récits d'Algérie, récit, éditions La Table Ronde, 2012.
- Flora et les sept garçons, nouvelles, éditions La Table Ronde, 2016.
- La nuit de Gigi, roman, éditions La Table Ronde, 2022.

### Essais et articles en revue
- Si c'est l'enfer qu'il voit : dans l'atelier d'Edvard Munch, biographie, collection L'un et l'autre, Gallimard, 2006.
- Entretien avec Cécile Wajsbrot in Mémorial de Cécile Wajsbrot, Le bruit du temps, 2019.
- Sade romancier, éditions Serge Safran, 2019.

#### Articles
- Pierre Guyotat, Le journal de Chaillot n° 27, janvier 1986.
- On dira..., Le cahier du refuge, Centre international de poésie, Marseille, avril 1991.
- En premier lieu, L’infini n° 35, automne 1991.
- Le Big Splash américain sur Pastorale américaine, roman de Philip Roth, L’Atelier du roman n° 23, septembre 2000.
- Les chemins du père, Dominique Desanti, Un hommage, Dahlousie French Studies,  n°55, printemps 2001, Dalhousie University, Halifax, Nouvelle-Écosse, Canada.
- À Paris, privé de chemins, sur Pluie de Paris, roman d’Andràs Hevesi, L’Atelier du roman n° 25, 2001.
- Notes pour un trimestre, L’Atelier du roman n° 26, 2001.
- Enquête d'auteurs, Vacarme n° 15, printemps 2001.
- Un roman m’a sauver, petit récit, Vacarme n° 17, automne 2001.
- Flots de passants, flots de pensées, même flot, sur Comme un bruit d’abeilles, roman de Mohammed Dib, L’Atelier du roman n° 44, 2005.
- Le ciel est beau comme un roman de Thomas Pynchon, Vacarme n° 32, été 2005.
- Lancer des mots, sur Za, roman de Jean-Luc Raharimanana , L’Atelier du roman n° 55, automne 2008.
- Les enfants d'après, Vacarme n° 47, printemps 2009.
- Histoire de Salimata racontée par des tierces personnes par elle et par nous, Vacarme n° 49, automne 2009.
- Le point de chute et la continuité,  Litterall n° 17, pour le 80e anniversaire de Christa Wolf.
- Trois textes pour deux romans plus un, sur Journal d’une année noire de J. M. Coetzee, L’Atelier du roman n° 60, hiver 2009.
- Dans l’arène romanesque,  à propos de Vous m’avez fait former des fantômes, un roman de Hervé Guibert, L’Atelier du roman n° 71, automne 2012.
- Auteur à l’œuvre, héritier de la culture, à propos de Peuple trahi d’Alfred Döblin,  L’Atelier du roman n° 83, septembre 2015.
- La jeune femme clairvoyante et le renard, communication à la IIe Rencontre de Thélème, L’Atelier du roman n° 85, mars 2016.

### Participations ouvrages collectifs
- Sans titre, 1992 dans : Qu’est-ce que la littérature érotique ? Soixante écrivains répondent, éditions Zulma-La Maison des Écrivains, Paris, 1993.
- Textes de critique littéraire sur Marieluise Fleisser, Yves Navarre, Bernard Noël, Marina Tsvetaïeva, Peter Weiss dans Les Romans et les Jours, Zulma, 1999.
- Passer par écrire : du proche et du lointain dans le travail romanesque de Cécile Wajsbrot  », dans Du silence à la voix, V&R unipress, Berlin, 2010.
- Merci d’avoir laissé le h de verandah » dans Yves Navarre : une vie à écrire , Cahiers Yves Navarre, éditions H&O, 2015.
- Un roman intitulé biographie, Cahiers Yves Navarre : Du romanesque à l’autobiographique, éditions H&O, 2016.

### Traductions
- L'Étreinte d'un soldat / Nadine Gordimer. - Christian Bourgois, en collaboration avec Julie Damour